# Glochide

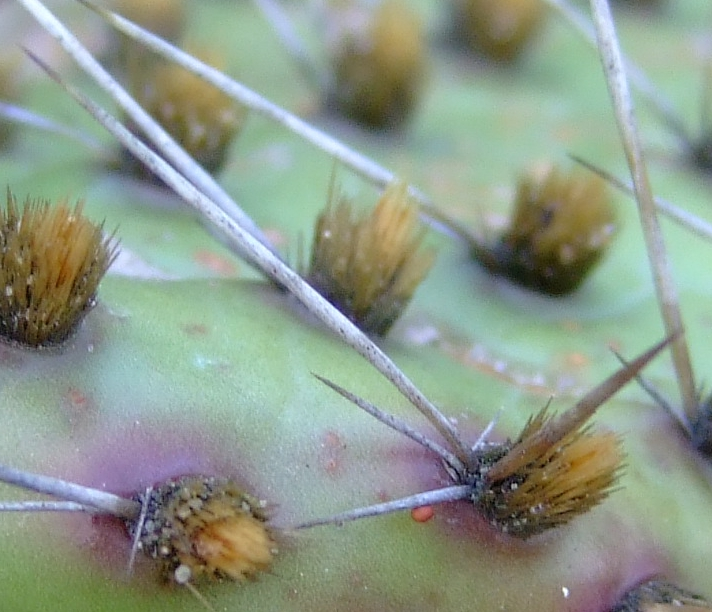
L'aréole, caractéristique de la famille Cactaceae, est une fossette située à l'aisselle de la feuille ou de son emplacement, dont il sort des épines et des glochides (Opuntia howeyi).

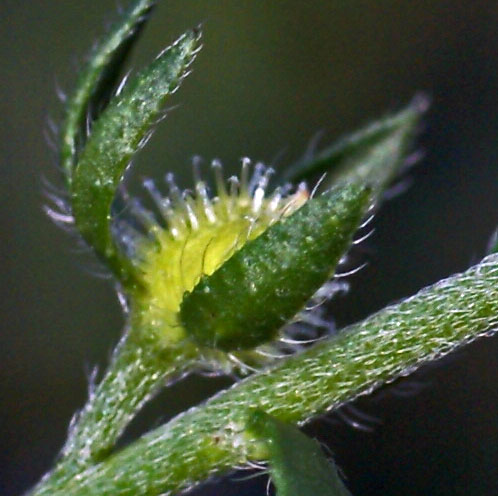
Détail de la fructification de Lappula squarrosa (ou « Faux-myosotis ») ; on distingue les « glochides », en forme de minuscules harpons (ici sur le fruit en cours de maturation). Ces glochides, qui favoriseront le transport des graines par les animaux ou vêtements, ou qui diminueront l'appétence de la graine pour certaines espèces

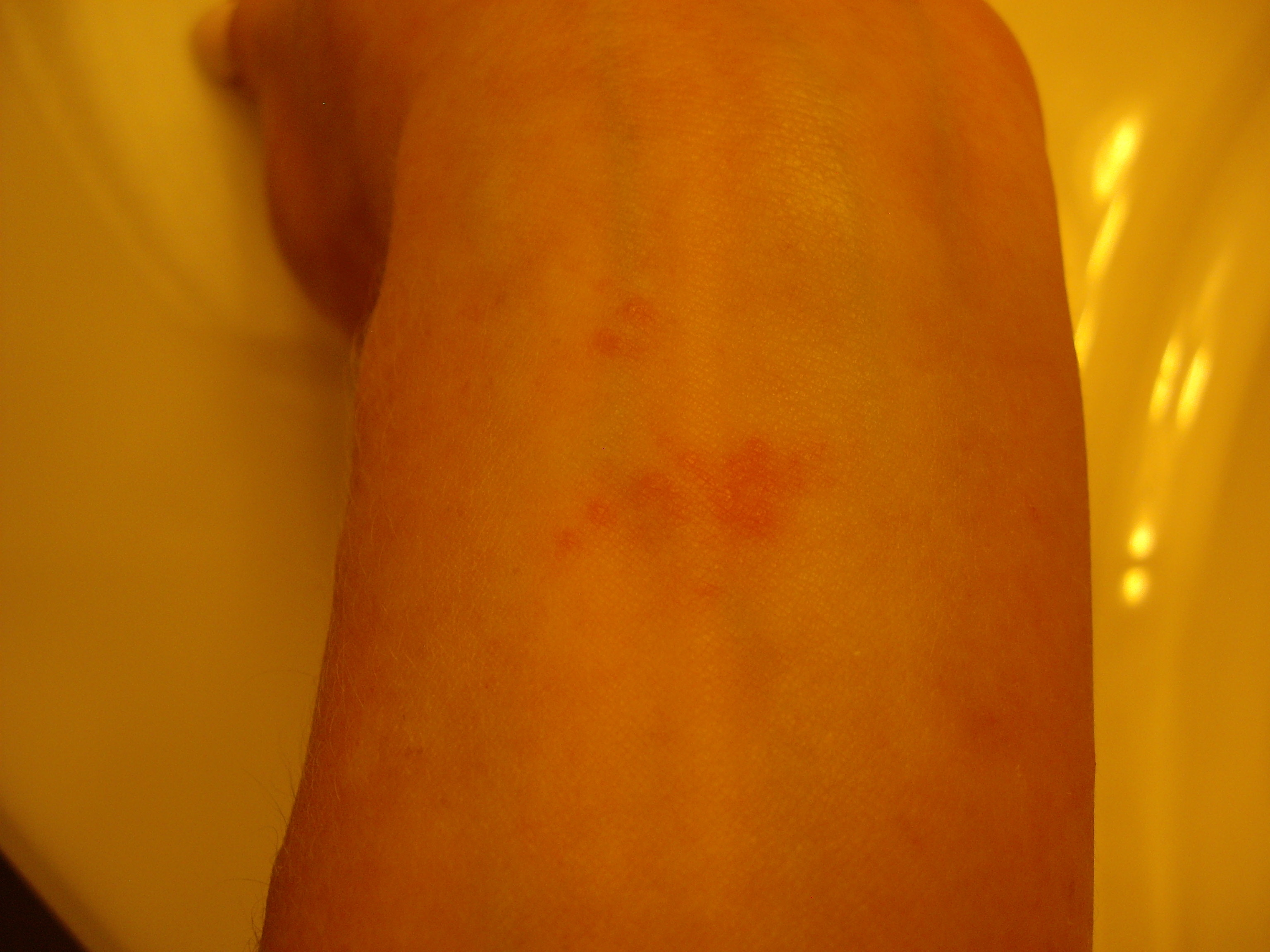
Dermatite induite par le contact avec des glochides dOpuntia microdasys monstrose

Un glochide (nom masculin) est un coussinet d'aiguillons barbelés, fins comme des soies, généralement millimétriques, émergeant de l'aréole des Cactaceae.
Se détachant au moindre contact, le glochide est aussi un irritant pour la peau.
Le mot vient du grec γλωχίς ''gloochis'', signifiant ''extrémité pointue'' et notamment ''pointe de flèche''.

## Fonction
Il semble que les glochides résultent de l'évolution adaptative ; c'est un des moyens de défense des plantes qui en portent (ou leurs graines parfois), contre un certain nombre de prédateurs herbivores. On trouve ainsi des glochides sur des fruits comme ceux du figuier de Barbarie, qui doivent de ce fait être soigneusement pelés avant d'être consommés. On en trouve souvent sur différents organes des Cactaceae et notamment dans les genres Mammillaria et Opuntia de petite taille (tels qu'Opuntia microdasys).
Sur ces plantes, les glochides ont remplacé les épines, ou parfois s'y ajoutent pour améliorer encore la protection.
Comme les épines, ils poussent sur les aréoles des plantes.
Les glochides sont en général groupés en plusieurs dizaines de touffes de 6 à 20 aiguillons régulièrement réparties sur la totalité de la plante.
Leur rôle de défense semble souvent inefficace [réf. nécessaire] contre certains herbivores, probablement parce qu'ils ont eux-mêmes coévolué avec les plantes, en s'adaptant à leurs défenses (au moins pour certaines espèces).

Glochide hérissé de barbes rétrorses.
Une aréole porte quelques longues épines sclérifiées et de nombreux glochides.